# Arcushallen

Arcushallen är en mäss-, evenemangs- och fotbollshall i Karlsvik, cirka 8 kilometer från Luleå centrum, Sverige, vilken invigdes 25 februari 1986.
Huvudarenan omfattar 12 000 kvadratmeter och är flexibel och kan hantera arrangemang som till exempel mässor, konserter och idrottsevenemang.
Arcushallen är en fullstor fotbollshall med 18 meter i takhöjd och borttagbar konstgräsplan. Det är också en anläggning för friidrott med löparbanor, kulringar, längdhoppsgrop och möjligheter för stavhopp. Dessutom finns flera omklädningsrum, styrkerum, konferensrum och restaurang.
Arcushallen är en av sju fullstora fotbollshallar i Sverige. De övriga är Elmiahallen i Jönköping (invigd 1984), Tipshallen i Växjö (1989), Nordichallen i Sundsvall (1992), Vinnarhallen på Bosön, Lidingö kommun (2006) Prioritet Serneke Arena i Göteborg (2015) och Ryda fotbollshall i Borås (2019). Utöver dessa finns även några uppblåsbara hallar, så kallad övertryckshall eller airdome.
Under basketsäsongen 2012/2013 (såväl herr- som damsidan) var Arcushallen hemmaplan för LF Basket (numera BC Luleå) och Northland Basket (numera Luleå Basket), då båda lagens ordinarie hemmaarena, Pontushallen, byggdes om och blev färdigställd först sommaren 2013.

## Arcusområdet
Intill Arcushallen finns också en skyttehall (för pistolskytte, gevärsskytte och bågskytte, en 50-metersbana med plats för 30 luftvapenskyttar samtidigt) och en tennishall (invigd 1988, med fyra inomhusbanor samt fyra tennisbanor och två padelbanor utomhus).
2020 invigdes en 1 620 kvadratmeter stor gymnastikhall, fullt utrustad för både kvinnlig och manlig artistisk gymnastik samt truppgymnastik och cheerleading.
I Arcusområdet finns även en cykelled för mountainbike och en campingplats (First Camp Arcus-Luleå) med utomhusäventyrsbad (Arcusbadet).

## Tidigare evenemang och filminspelningar
Arcushallen har varit värd för:
- Deltävling 3 i Melodifestivalen 2003.
- Deltävling 6 i Idol 2010.
- Konserter med Chuck Berry (1987),  Johnnie Johnson (1987), Tiamat (1995), Black Sabbath (1995), Manowar, Motörhead, Dio (1999) och flera stora dansgalor under 1980- och 90-talet.[7]
- Fotbollsmatcher i Hallsvenskan under 1980- och 90-talen.

I Arcushallen har några svenska långfilmer blivit inspelade:
- Pistvakt, spelades in hösten 2004 och utgavs 2005.
- Hundtricket, utgavs 2002.

## Galleri

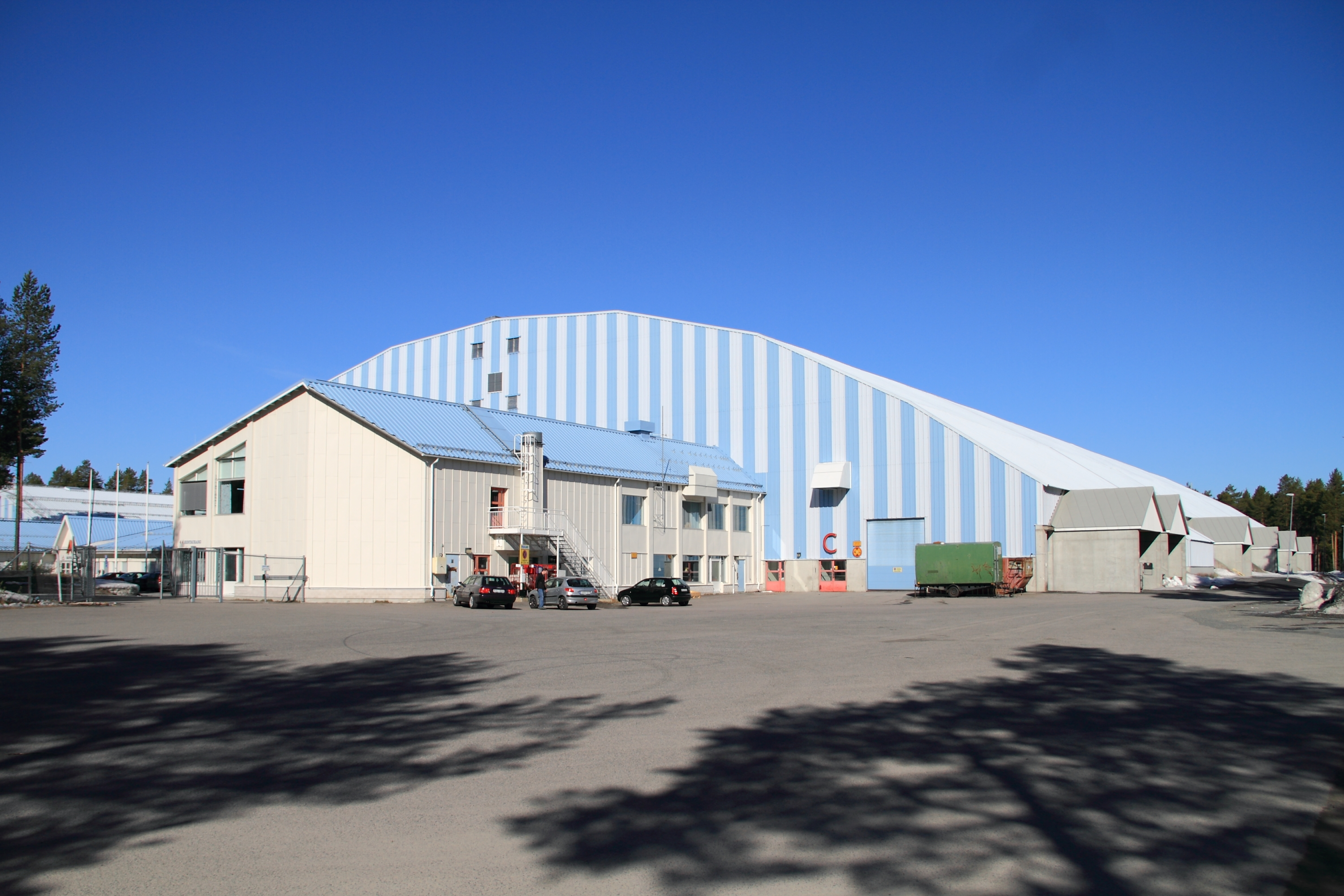
Sidovy.
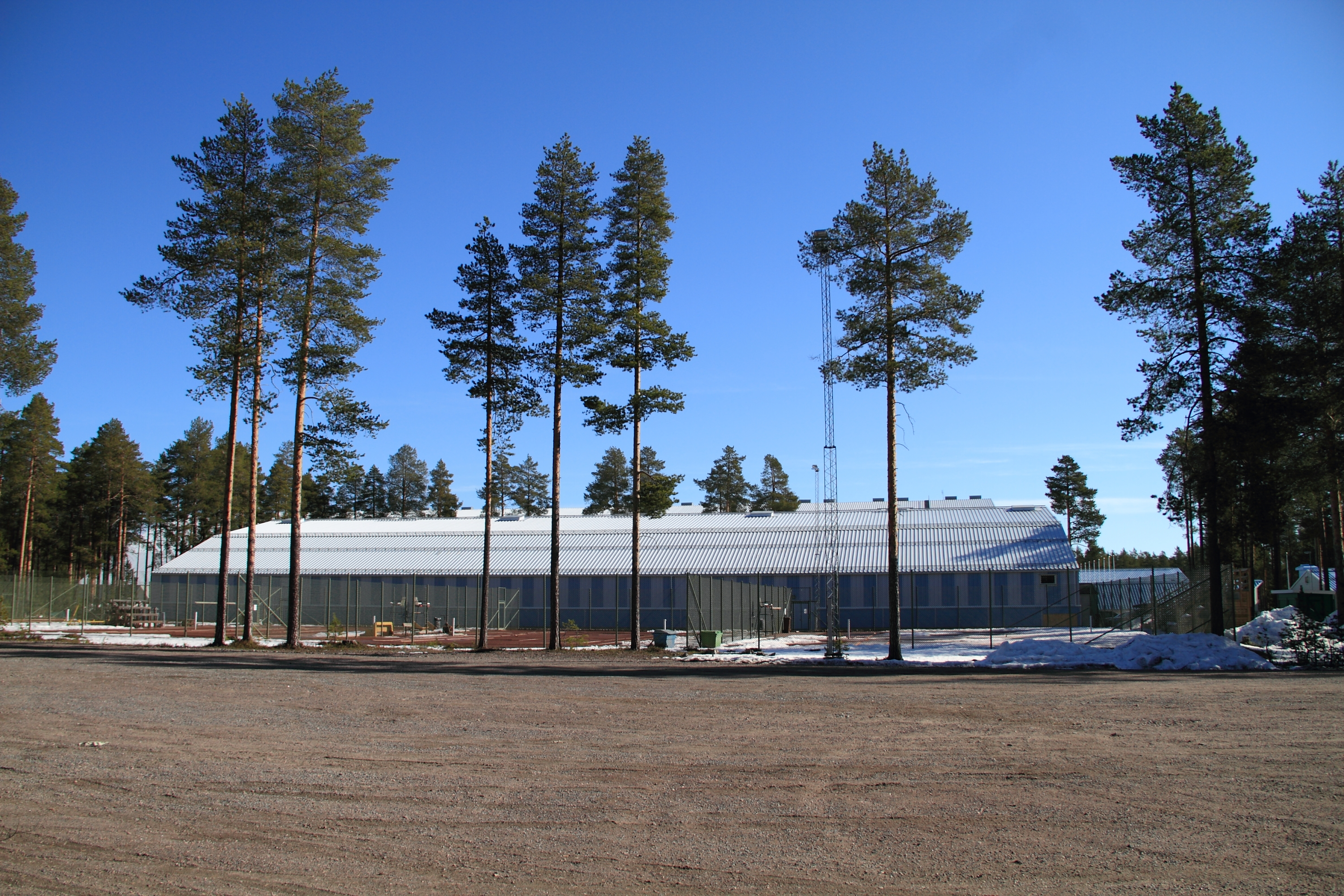
Tennishallen.